# Дарвин (Калифорнија)
Дарвин (енгл. Darwin) насељено је место без административног статуса у америчкој савезној држави Калифорнија.

## Демографија
По попису из 2010. године број становника је 43, што је 11 (-20,4%) становника мање него 2000. године.
| Група             | 2000.      | 2010.      |
| Белци             | 48 (88,9%) | 36 (83,7%) |
| Афроамериканци    | 1 (1,9%)   | 0 (0,0%)   |
| Азијати           | 0 (0,0%)   | 1 (2,3%)   |
| Хиспаноамериканци | 3 (5,6%)   | 2 (4,7%)   |
| Укупно            | 54         | 43         |